# سوپرنچرال (فصل ۱۲)
فصل دوازدهم سوپرنچرال، یک سریال درام و ماورایی تلویزیونی محصول آمریکا، در ۱۳ اکتبر ۲۰۱۶ از سی دابلیو پخش شد .  این فصل شامل ۲۳ قسمت است و پنج شنبه‌ها ساعت ۹شب روی آنتن می‌رفت. این نخستین باری است که اندرو دب و رابرت سینگر هدایت سریال را بر عهده دارند.

## بازیگران

### اصلی
- جرد پادالکی درنقش سم وینچستر
- جنسن اکلس درنقش دین وینچستر
- میشا کالینز درنقش کستیل
- مارک ای. شپرد درنقش کراولی

### بازیگر مهمان ویژه
- ریک اسپرینگفیلد درنقش لوسیفر[۴]

### بازیگران مهمان
• مارک پلگرینو در نقش لوسیفر
- سامانتا اسمیت درنقش مری وینچستر
- الیزابت بلکمور درنقش بانو انتونیا «تونی» بول[۵]
- روث کانل درنقش روینا
- کیم رودز درنقش کلانتر جودی میلز
- بریانا باکمستر درنقش کلانتر دانا هنسکام
- کاترین نیوتون درنقش کلر نواک
- کاترین رامدین درنقش الکس
- ادام رز درنقش ارون بیس[۶]
- آلیشا ویت[۷] درنقش لیلی ساندر
- لیزا بری درنقش بیلی

## قسمت‌ها
| شم. کلی | شم. در فصل | عنوان                       | کارگردان            | نویسنده                      | تاریخ انتشار اصلی | کد تولید   | U.S. تعداد بیننده (میلیون) |
| --- | ---------- | --------------------------- | ------------------- | ---------------------------- | ----------------- | ---------- | -------------------------- |
| ۲۴۲ | ۱          | «آرام باش و ادامه بده»      | فیل اسکریچیا        | اندرو دب                     | ۱۳ اکتبر ۲۰۱۶     | T13.199521 | 2.15                       |
| تونی، سم را پیش یک دام پزشک می‌برد تا به زخم پایش رسیدگی شود و بعد برای بازجویی او را به مکانی دیگر منتقل می‌کند. تونی توضیح می‌دهد که مردان لغت بریتانیایی هیولاها را از بریتانیا دور نگاه داشته‌اند و حالا می‌خواند همین کار را با آمریکا کنند. برای این هدف، تونی اطلاعات تمام شکارچی‌های آمریکا را می‌خواهد و وقتی سم امتناع می‌کند، دستیارش خانم وات او را شکنجه یم دهد. درهمین زمان، تاریکی مادر دین را زنده کرده و با پسرش به پناهگاه برمی گردد. آنجا متوجه غیبت سم می‌شوند و همراه با کستیل به جستجوی او برمی آیند. نهایتاً، خانم وات به سراغ کشتن دین و کستیل می‌رود اما توسط مری وینچستر کشته می‌شود. آن‌ها رد تلفن خانم وات را در الدریچ، میزوری پیدا می‌کنند. لوسیفر نیز به دنبال پوسته‌ای مناسب می‌گردد. کراولی برای پادشاهی بر جهنم، به دنبال کشتن اوست. |            |                             |                     |                              |                   |            |                            |
| ۲۴۳ | ۲          | «ماما میا!»                 | توماس جی. رایت      | برد باکنر و یوجینی راس-لمینگ | ۲۰ اکتبر ۲۰۱۶     | T13.199522 | 1.61                       |
| بازجویی تونی از سم ادامه می‌یابد. کستیل رد آن‌ها را در یک خانه رعیتی می‌زند. مری اصرار می‌کند که همراه آنان برای نجات سم برود. دین در طی جستجو گیر می‌افتد و به سم می‌پیوندد اما مری به کمکشان می‌آید و تونی را خلع سلاح می‌کند. در حین مبارزه، میک که یکی از مردان لغت است، می‌رسد و قضیه را با خوشی به پایان می‌برد. تونی قبول نمی‌کند کار اشتباهی کرده و متوجه می‌شود میک نقشه‌ای دارد. درهمین زمان، کراولی همراه با روینا به دنبال لوسیفر می‌گردد. لوسیفر پوسته ستاره راک وین وینسنت (ریک اسپرینگفیلد) را می‌گیرد و موفق می‌شود از پس توطئه کراولی برآید؛ پس کراولی فرار می‌کند و روینا اسیر می‌شود. |            |                             |                     |                              |                   |            |                            |
| ۲۴۴ | ۳          | «ریخته‌گری»                  | رابرت سینگر         | رابرت برنز                   | ۲۷ اکتبر ۲۰۱۶     | T13.199523 | 1.68                       |
| درمینه سوتا، زوجی در خانه‌ای متروک صدای گریه نوزادی را می‌شوند و داخل آن خانه کشته می‌شوند. مری اصرار دارد که پرونده را دنبال کنند. در آنجا روح یک کودک دست مری را می‌گیرد ولی بنظر قصد آزارش را ندارد. سم و دین می‌فهمند در آن خانه چندین کودک کشته شده‌اند و برای سوزاندن استخوان‌ها می‌روند. مری به آخرین صاحب خانه زنگ می‌زند و تحقیق می‌کند. او می‌فهمد که ارواح کودکان هنوز آنجا هستند. پدر اولین دختری که آنجا مرده، خودش را کشته و روحش کودکان دیگر را می‌کشته و در خانه اسیر می‌کرده است. او مری را تسخیر کرده و به دین حمله می‌کند اما سم موفق به سوزاندن استخوان‌هایش می‌شود و همه نجات می‌یابند. مری می‌گوید که عزادار جان است و انبار را ترک می‌کند. در همین حین، روینا موفق می‌شود لوسیفر را به عمق اقیانوس بفرستد و قبول می‌کند با کراولی و کستیل همکاری کند. |            |                             |                     |                              |                   |            |                            |
| ۲۴۵ | ۴          | «کابوس آمریکایی»            | جان شوالتر          | دیوی پرز                     | ۳ نوامبر ۲۰۱۶     | T13.199524 | 1.81                       |
| در آیووا، زنی به نام الیویا همراه با خون‌ریزی وارد کلیسا شده و می‌میرد. کمی بعد، پسر جوانی به همین شیوه می‌میرد. هردو قربانی به خانواده‌ای بشدت مذهبی مرتبط هستند که دخترشان، مگدا، را بخاطر ذات الریه ازدست داده‌اند. سم می‌فهمد که مگدا زنده است و در زیرزمین اسیر شده‌است. مگدا ذهن خوان است و می‌خواسته ازطریق دو قربانی، کمک بگیرد. حالا که راز خانواده فاش شده است، مادر سعی می‌کند همه را وادار به خودکشی کند اما مگدا جلویش را می‌گیرد. مگدا نجات می‌یابد و برای شروعی تازه به کالیفرنیا فرستاده می‌شود اما در راه توسط آقای کچ از بخش مردان لغت بریتانیا کشته می‌شود. |            |                             |                     |                              |                   |            |                            |
| ۲۴۶ | ۵          | «کسی که منتظرش بودی»        | نینا لوپز-کورادو    | مردیت گلین                   | ۱۰ نوامبر ۲۰۱۶    | T13.199525 | 1.70                       |
| در کلمبوس اوهایو زنی مسن می‌خواهد یک ساعت جیبی آنتیک بخرد که ناگهان توسط انجمن تول (جادوگران نازی) همراه با صاحب مغازه کشته می‌شود. آن‌ها بعداً به تعقیب زنی به نام الی گرنت می‌پردازند. وینچسترها از طریق یک عضو جوان تول به نام کریستوف می‌فهمند که ساعت حاوی روح ادولف هیتلر است و تول‌ها می‌خواهند با استفاده از الی او را زنده کنند. این انجمن الی را می‌دزدند و در جسم رهبر خود، هیتلر را زنده می‌کنند اما کریستوف به وینچسترها کمک می‌کند تا تول‌ها را پیدا کنند. آن‌ها همراه با هم فرمانده ارشد تول را می‌کشند و در نهایت دین نیز هیتلر را به قتل می‌رساند. بعد از اتمام ماجرا، الی پیش خانواده اش برمی گردد و کریستوف نیز برای زنده ماندن از دست باقی اعضای انجمن تول، فرار می‌کند. |            |                             |                     |                              |                   |            |                            |
| ۲۴۷ | ۶          | «جشن زندگی آسا فاکس»        | جان بدهام           | استیون یوکی                  | ۱۷ نوامبر ۲۰۱۶    | T13.199526 | 1.80                       |
| در سال ۱۹۸۰، گرگینه‌ای به پسری جوان به نام آسا فاکس حمله می‌کند اما مری وینچستر او را نجات می‌دهد. آسا از کار مری الهام می‌گیرد و به شکارچی معروفی تبدیل می‌شود که در سال ۲۰۱۶ کشته می‌شود. بخاطر مرگ او، شکارچیان زیادی از جمله سم، دین، مری و کلانتر جودی میلز به مراسمش می‌روند. در اواخر مراسم، یک شکارچی کشته می‌شود. معلوم می‌شود که کار یک شیطان چهارراه به نام جائل است که از آسا کینه داشته‌است. جائل شکارچی دیگری را می‌کشد و جودی را تسخیر می‌کند و فاش می‌کند که باکی، دوست صمیمی آسا، او را کشته است. بالاخره او را جن‌گیری می‌کنند و به جهنم برمی‌گردانند. باکی می‌گوید که کشتن آسا اتفاقی بوده‌است اما همه او را طرد می‌کنند. روز بعد، بیلی ریپر به مری پیشنهاد می‌دهد او را به بهشت برگرداند اما او قبول نمی‌کند و با پسرانش می‌ماند. |            |                             |                     |                              |                   |            |                            |
| ۲۴۸ | ۷          | «راک هرگز نمی‌میرد»          | ادواردو سانچز       | رابرت برنز                   | ۱ دسامبر ۲۰۱۶     | T13.199527 | 1.80                       |
| لوسیفر به کمک یکی از پرهای فرشته فسیل شده، موقتاً پوسته اش را اصلاح می‌کند و به لوس آنجلس می‌رود تا به عنوان وینس وینسنته هوادارانی برای خود جمع کند. دین، سم، کستیل و کراولی سعی می‌کنند اطرافیان وینس را بترسانند تا کنسرت او برگزار نشود. در نهایت وقتی لوسیفر، مدیر گروه را مجبور به کشتن خودش می‌کند، تامی محل برقراری کنسرت را به کستیل می‌گوید. لوسیفر همه اعضای گروه را می‌کشد و بشدت کستیل و کراولی را می‌زند. در همین زمان، وینچسترها، هواداران را از سالن بیرون می‌کنند. لوسیفر می‌گوید هیچ نقشه‌ای ندارد، ناراحت است که خدا همراه با آمارا از پیش او رفته‌است. حالا او باور دارد که همه چیز بیهوده است و تنها می‌خواهد مردم رنج بکشند. بخاطر مبارزه اش با کستیل و کراولی، پوسته اش می‌سوزد و لوسیفر فرار می‌کند اما قول می‌دهد این بار در حالتی بزرگ‌تر برگردد. |            |                             |                     |                              |                   |            |                            |
| ۲۴۹ | ۸          | «نیلوفر آبی»                | فیل اسکریچیا        | یوجینی راس-لمینگ و برد باکنر | ۸ دسامبر ۲۰۱۶     | T13.199528 | 1.73                       |
| لوسیفر شروع به تسخیر افراد قدرتمند و بانفوذ می‌کند و نهایتاً جفرسون رونی، رئیس جمهور آمریکا، را تسخیر می‌کند. با استفاده از رونی، یکی از کارمندانش به نام کلی را باردار می‌کند و کم‌کم توجه وینچسترها را به خود جلب می‌کند. لوسیفر، سرویس مخفی را برای گرفتن وینچسترها می‌فرستد اما آرتور کچ از طرف مردان لغت بریتانیا آن‌ها را نجات می‌دهد. کچ وسیله‌ای را به دو برادر می‌دهد که می‌تواند یک فرشته با شیطان را از پوسته اش خارج کند. برای اینکار، کراولی، کلی را می‌دزدد و بعد لوسیفر را به متلی می‌کشانند. در آنجا وینچسترها، کستیل، کراولی و روینا منتظر حمله به او هستند. سم بااستفاده از ابزار کچ، لوسیفر را از جفرسون رونی خارج می‌کند و روینا او را به قفسش برمی‌گرداند. اما سرویس مخفی وینچسترها را به جرم اقدام به ترور رئیس جمهور دستگیر می‌کنند. به‌علاوه کلی نیز حاضر به سقط جنین نمی‌شود و فرار می‌کند. |            |                             |                     |                              |                   |            |                            |
| ۲۵۰ | ۹          | «خون اول»                   | رابرت سینگر         | اندرو دب                     | ۲۶ ژانویه ۲۰۱۶    | T13.199529 | 1.72                       |
| وینچسترها را به محلی نظامی در پارک ملی کوهستان راکی می‌برند و در سلول‌هایی جداگانه زندانی می‌کنند تا به حرف بیاییند. حدود دوماه بعد، جسد آن‌ها در سلول هایشان پیدا می‌شود اما ناگهان زنده شده و فرار می‌کنند. در طی این دوماه، فعالیت هیولاها افزایش یافته و کستیل متوجه اهمیت دوستانش می‌شود. دو برادر بعد از فرار با کستیل تماس گرفته تا بدنبالشان بیاید. سم و دین نهایتاً سربازان نظامی را شکست می‌دهند و به مری و کستیل می‌پیوندند. مشخص می‌شود که آن‌ها از میک دیویس و آرتور کچ از سمت مردان لغت بریتانیایی کمک گرفته‌اند. در راه خانه، بیلی ریپر ظاهر می‌شود و می‌گوید که وینچسترها در زندان با او معامله کرده‌اند و حالا یکی از آن‌ها باید تاابد بمیرد. مری حاضر است خودش را فدا کند اما کستیل بیلی را می‌کشد و مانع اینکار می‌شود. |            |                             |                     |                              |                   |            |                            |
| ۲۵۱ | ۱۰         | «لیلی ساندرز پشیمان است.»   | توماس جی. رایت      | استیو یاکی                   | ۲ فوریه ۲۰۱۶      | T13.199530 | 1.73                       |
| فرشته‌ای به نام بنجامینا کشته می‌شود و توجه گروهی از فرشته‌ها از جمله ایشیم، میرابل و کستیل جلب می‌شود. به زودی شخصی به نام لیلی ساندرز، میرابل را هم می‌کشد و با رسیدن وینچسترها فرار می‌کند. کستیل و ایشیم توضیح می‌دهند که در سال ۱۹۰۱، لیلی با فرشته‌ای به نام اکوبل ازدواج کرد و دختری نفیلیم به دنیا آورد. از آنجا که این موضوع برخلاف قانون بهشت بود، آن‌ها اکوبل و دختربچه را کشتند و حالا لیلی به دنبال انتقام است. وینچسترها توسط لیلی می‌فهمند که دخترش انسان بوده‌است. ایشیم در آن زمان تمام راز و رمزهای بهشت را به او آموخته ولی وابسته لیلی شده‌است. در نهایت آن‌ها ایشیم را می‌کشند و لیلی نیز کستیل را می‌بخشد. |            |                             |                     |                              |                   |            |                            |
| ۲۵۲ | ۱۱         | «دربارهٔ دین»                | جان بدهام           | مردیث گلین                   | ۹ فوریه ۲۰۱۶      | T13.199531 | 1.73                       |
| در آرکانزاس، دین در جنگل مردی را دنبال می‌کند. مرد با طلسمی به دین حمله می‌کند و روز بعد، دین هیچ چیز را به یاد نمی‌آورد. سم به او می‌گوید که آن‌ها درحال بررسی قتل حسابداری بوده‌اند که با شکمی پر از پول مرده بوده‌است. روینا متوجه می‌شود که این طلسم کار خانواده جادوگر لافلین است و باید کتاب طلسم آن‌ها را بدست آورد. در نهایت با کشتن تمام خانواده لافلین، حافظه دین برمی گردد. |            |                             |                     |                              |                   |            |                            |
| ۲۵۳ | ۱۲         | «با تو گیر کرده‌ام»          | ریچارد اسپیت جونیور | دیوی پرز                     | ۱۶ فوریه ۲۰۱۶     | T13.19962  | 1.81                       |
| وینچسترها، مری و شکارچی به نام والی همراه با کستیل برای شیطانی تله می‌گذارند. بدون اطلاع بقیه، مری نیز اقدام به دزدیدن وسیله‌ای از خانه شیطان می‌کند. این شبطان از تمام حمله‌های آنان جان سالم بدر می‌برد و مانند عزازیل چشمانی زرد دارد و با یک نیزه بشدت کستیل را زخمی می‌کند. والی کشته می‌شود و بقیه فرار می‌کنند. کراولی ظاهر می‌شود و آن شیطان را رامیل می‌نامد. رامیل یکی از چهار شاهزاده جهنم است (همراه با عزازیل، ازمودیس و دیگان). بعد از شکست لوسیفر در فصل ۵، کراولی نیزه میکاییل و وسیله‌ای که مری دزدیده، را به رامیل هدیه می‌دهد. بخاطر نیزه میکاییل، کستیل آهسته آهسته خواهد مرد. رامیل سرمی رسد و وسیله دزدیده شده را می‌خواهد. در نهایت سم با نیزه میکاییل او را می‌کشد و کراولی به شکستن نیزه، کستیل را نجات می‌دهد. بعداً، مری با آرتور کچ صحبت می‌کند و وسیله دزدی را به او می‌دهد: کلت. در آخر مشخص می‌شود که لوسیفر در قفسی کوچک در کاخ کراولی زندانی است. |            |                             |                     |                              |                   |            |                            |
| ۲۵۴ | ۱۳         | «خصومت خانوادگی»            | پی.جی. پس           | برد باکنر و یوجینی راس لمینگ | ۲۳ فوریه ۲۰۱۷     | T13.19963  | 1.62                       |
| کراولی برای لوسیفر توضیح می‌دهد که او با تغییر در طلسم، باعث شده که به جای قفس به داخل پوسته قدیمی خودش برگردد. لوسیفر نیز به او خبر زنده بودن فرزندش را می‌دهد. در همین زمان، مری با آرتور کچ از مردان لغت بریتانیا کار می‌کند. دین و سم با روحی انتقامجو مواجه می‌شوند که از کشتی گوین مکلود (پسر کراولی) آمده‌است. گوین متوجه می‌شود که این روح نامزدش فیوناست. برنابراین تصمیم می‌گیرد به زمان خودش برگردد تا با فیونا بمیرد. بعداً مری پیش وینچسترها می‌آید و حقیقت کارش را برای آن‌ها توضیح می‌دهد. در عین حال، کلی کلاین توسط دیگان نجات داده می‌شود تا فرزندش به دنیا بیاید. |            |                             |                     |                              |                   |            |                            |
| ۲۵۵ | ۱۴         | «یورش»                      | جان مک کارتی        | رابرت برنز                   | ۲ مارس ۲۰۱۷       | T13.19964  | 1.63                       |
| مری به سم و دین می گوید که با مردان لغت بریتانیایی کار می‌کند و سم و دین از مری جدا می‌شوند. به اصرار مری سم به دیدن مری و پناهگاه موقت مردان لغت بریتانیایی می‌رود و در آنجا متوجه می‌شوند که آلفا (پدر همهٔ خون آشام ها) به پناهگاه حمله می‌کند و قصد دارد که مردان لغت مأموریت خود را در آمریکا متوقف کنند که سم موفق می‌شود با کلت او را بکشد.در آخر سم قبول می‌کند که با مردان لغت بریتانیایی همکاری کند و می گوید دین را نیز با گذشت زمان راضی به همکاری می‌کند. |            |                             |                     |                              |                   |            |                            |
| ۲۵۶ | ۱۵         | «جایی در میان بهشت و جهنم»  | نینا لوپز کورادو    | دیوی پرز                     | ۹ مارس ۲۰۱۷       | T13.19965  | 1.49                       |
| زوج جوانی به نام مارکوس و گوئن به جنگل می روند و مارکوس توسط سگ جهنمی کشته می‌شود و گوئن با تبر سگ را زخمی کرده و فرار می‌کند. سم و دین فکر می‌کنند مارکوس 10 سال پیش با شیطان معامله کرده و روحش را فروخته ولی وقتی سگ جهنمی به خانه گوئن می‌رود و قصد کشتن او را دارد(که سم و دین سر می رسند و سگ را فراری می دهند) می فهمند که نه گوئن و نه مارکوس معامله‌ای با شیطان نکرده‌اند. آن‌ها به کراولی زنگ می زنند و او فاش می‌کند سگ جهنمی جزو اولین موجودات است که برای دوستی با انسان توسط خدا ساخته شده ولی وقتی طینت بد خودش و نشون میده خدا اونو به جهنم می فرسته و لوسیفر که سقوط می‌کند یکی از سگ‌ها به اسم رمزی رو که باردار بوده فراری میده و اون سگ فقط به لوسیفر وفاداره. سم رمزی رو می کشه. افراد کراولی لوسیفر رو که داخل قلعه بود آزاد می کنن. وقتی کراولی بر می گرده به لوسیفر میگه زندان واقعی تو پوسته ی توئه که با طلسم‌های قفس محافظت میشه و حالا تو برده ی منی. از طرف دیگه کستیل دنبال کلی(که بچه ی لوسیفر و حامله س) می گرده که می فهمه به وسیله ی دیگان که شاهزاده ی جهنمه محافظت میشه. کس با یک فرشته دیگه به بهشت بر می گرده و دین قبول می کنه با مردان لغت بریتانیایی کار کنند. |            |                             |                     |                              |                   |            |                            |
| 257 | 16         | «خانم‌ها رایگان می نوشند!»   | آیمن کادرالی        | مردیث گلین                   | ۳۰ مارس ۲۰۱۷      | T13.19966  | 1.71                       |
| در وینسکانسین یک گرگینه به یک خواهر و برادر به نام‌های هیدن و بن حمله می‌کند و بن را می کشد و هیدن را گاز می‌گیرد. سم و دین به همراه میک(از مردان لغت بریتانیا) به آنجا می روند و میک پس از بررسی بدن هیدن متوجه می‌شود که گاز گرفته شده‌است ولی به سم و دین چیزی نمی‌گوید و شب به بیمارستان می‌رود و هیدن را می کشد. کلر(دختر پوسته کستیل) نیز به سراغ این پرونده آمده‌است ولی توسط گرگینه تبدیل می‌شود. سم و دین می فهمند که مردان لغت بریتانیا درمانی احتمالی برای این مشکل دارند که به خون تازه گرگینه‌ای که کلر را تبدیل کرده و پلاسما دارند. که پس از کش و قوس فراوان موفق می‌شوند کلر را درمان کنند و گرگینه را بکشند. |            |                             |                     |                              |                   |            |                            |
| 258 | 17         | «تهاجم بریتانیایی ها»       | جان شوالتر          | یوجینی راس لمینگ و برد باکنر | ۶ آوریل ۲۰۱۷      | T13.19967  | 1.57                       |
| سم و دین به کمک ایلین( شکارچی که توسط بانشین کر شده بود در قسمت 10 فصل 11) رد دیگان و کلی را می زنند. کلی که ماه‌های آخر بارداریش را می گذراند به اصرار پیش یک دکتر می‌رود و دکتر متوجه چیز عجیبی می‌شود اما دیگان با دستکاری ذهن او کاری می‌کند که بگوید همه چی مرتب است. بعد از آن یک شیطان دکتر را می کشد و ایلین می فهمد آن شیطان رد پاهای دیگان را پاک می‌کند که شناسایی نشود و ایلین شیطان را می کشد و شماره تلفن دیگان را پیدا می‌کند. آن‌ها به کلی زنگ می زنند و می گویند که از طرف دکتر تماس گرفتن و کلی باید بره پیش دکتر. تو راه دین کلی رو سوار ماشین می کنه و با خودش می بره. اونا ازش می خوان بچه رو سقط کنه اما اون قبول نمی کنه و دیگان میاد و اون و با خودش می بره. مدیر مدرسه‌ای که میک و آقای کچ اونجا درس خوندن به میک دستور میده سم و دین و بکشه و وقتی این کار و نمی کنه و همهٔ دستورات رو انجام نمیده خودش به آمریکا میاد و به وسیله آقای کچ میک رو می کشه و به کچ میگه که مأموریت همراه کردن شکارچی‌های آمریکایی شکست خورده و دستور میده همهٔ شکارچی‌ها رو بکشه. |            |                             |                     |                              |                   |            |                            |
| 259 | 18         | «حافظه باقی می ماند»        | فیل اسگریچا         | جان برینگ                    | ۱۳ آوریل ۲۰۱۷     | T13.19968  | 1.58                       |
| کچ از طرف میک به سم و دین ایمیل می زند و می گوید یک پرونده برایشان پیدا کرده‌است و پس از آنکه سم و دین به سراغ پرونده می روند کچ چند نفر را به پناهگاه می فرستد که در آنجا تجهیزات جاسوسی کار بگذارند.سم و دین که به توماهاکو ویسکانسین رفتند می فهمند که یک پسر به وسیله بیلی سیاه( یک آدم با سر بز) ناپدید شده‌است. و در این شهر هر چند سال یک بار افرادی ناپدید می شده اند سم و دین می فهمند که همهٔ افراد ناپدید شده برای کارخانه بیشاب کار می‌کردند و رییس آن هم کلانتر شهر است. پس آن‌ها به خانه کلانتر می روند و در زیرزمین یک سلاخ خانه پیدا می‌کنند و وقتی کلانتر به آنجا می‌رود می گوید بیلی سیاه ما و خانواده ام هستیم که با این روش نقاب به صورت می گذاشتیم تا مردم را به اینجا بیاوریم و به خدایی که در اینجا زندانی است غذا دهیم(خون انسان) این خدا که مولاک نام دارد آن‌ها را پولدار کرده و آن‌ها به او گرسنگی می دادند تا در ازای غذا آن‌ها را پولدار کند. ولی کلانتر می گوید من به کسی آسیب نزده ام و بعد از پدرم به مولاک غذا نداده ام تا از گرسنگی بمیرد. دین توسط برادر ناتنی کلانتر که به عنوان مدیر داخلی کارخانه کار می‌کند دزدیده می‌شود و او می گوید به خانه پدرم رفته بودم تا اگر چیزی برای فروختن پیدا کنم با خودم ببرم که مولاک را پیدا کردم حالا من به او غذا می دهم و او برای من کار می‌کند و سپس دین را پیش مولاک داخل سردخانه می گذارد تا مولاک از دین تغذیه کند که سم موفق می‌شود مولاک را با کلت بکشد.وقتی به میک زنگ می زنند که گزارش بدهند کچ می گوید میک دیشب به لندن برگشته برای پاسخگویی به مدیران و از این به بعد سم و دین باید به کچ گزارش بدهند. |            |                             |                     |                              |                   |            |                            |
| 260 | 19         | «آینده»                     | آماندا تپینگ        | رابرت برنز و مردیث گلین      | ۲۷ آوریل ۲۰۱۷     | T13.19969  | 1.38                       |
| وقتی دیگان به کلی گفت که وقتی پسرش به دنیا بیاد باعث میشه اون بمیره و دیگان خودش اون بچه رو بزرگ می کنه تا تمام دنیا رو بکشه کلی تصمیم میگیره خودکشی کنه که بچه ش شیطانی نباشه اما بچه اون و دوباره زنده می کنه و کلی میگه این بچه خوبه و نمی خواد من بمیرم. از طرف دیگه کستیل بعد از مدت‌ها میره به پناهگاه و یواشکی کلت رو می دزده و با دو فرشته دیگه به جایی که کلی و دیگان مخفی شدن میره که کلی و دیگان و بکشه. کستیل موفق نمیشه دیگان و بکشه و به سراغ کلی میره اما در آخرین لحظه از کشتنش منصرف میشه و اون و با خودش می بره. سم و دین کستیل و پیدا می کنن و بهش میگن روی گوشیت ردیاب گذاشتیم. کستیل کلی رو قانع می کنه که اون و با خودش به بهشت ببره ولی میگه فقط روح تو وو بچه ت می تونه رد بشه و جسمتون بر می گرده به زمین. کلی قبول می کنه و به دروازه بهشت میرن اما دیگان سر می رسه و می خواد کلی رو ببره که سم و دین میان ولی دیگان کلت و می شکنه. دیگان می خواد کستیل و بکشه که کلی دست کستیل و می گیره و بچه ش قدرتش و به کستیل انتقال میده و کستیل دیگان و می کشه. کستیل به سم و دین میگه این بچه باید به دنیا بیاد اونم با همهٔ قدرتش. بعد کلی از کستیل می پرسه بچه چی بهت گفت؟ اونم میگه آینده رو بهم نشون داد. |            |                             |                     |                              |                   |            |                            |
| 261 | 20         | «شاخه‌ها و پیچک و تاشا بینز» | ریچارد اسپیت        | استیو یاکی                   | ۴ مه ۲۰۱۷         | T13.19970  | 1.51                       |
| جادوگری به اسم تاشا به یک متل در راک ریور، وایومینگ می‌رود که یک جادوگر دیگر که مردم را می کشد را شکار کند که در سردابه متل چاقو می خورد. پسر و دخترش(مکس و آلیشیا از قسمت 4 فصل 12) به دنبال او می گردند و به سم و دین زنگ می زنن و کمک می خوان. اونا به متل میرن و می بینن تاشا زنده س ولی سم و دین به سردابه مشکوک میشن و وقتی به اونجا میرن جسد کارکنان و تاشا رو پیدا می‌کنند که قلبشون بیرون آورده شده. اونا می فهمن که یه جادوگر اونجاس و بهشون میگه من قبلاً با یه شیطان معامله کردم و الان که پیر شدم و اگه بمیرم روحم به جهنم میره ولی من می خوام جادوم و به یکی منتقل کنم و به جهنم نرم. گفت به تاشا ام پیشنهاد داده ولی قبول نکرده و قلبش و بیرون آورده و داخل یه عروسک شاخه‌ای گذاشته که همه خاطرات اون و داره.جادوگر به مکس پیشنهاد میده جادوش و قبول کنه که لحظه آخر دین جادوگر و می کشه. از طرف دیگه آلیشیا توسط عروسکی که قلب تاشا رو داره کشته می شه. اما مکس بعد از اینکه سم و دین میرن انگشتر جادوگر رو که جادوش داخلشه رو برمیداره و آلیشیا رو زنده می کنه.مری که داخل پناهگاه مردان لغت بریتانیاییه متوجه میشه کچ در مورد میک مشکوکه و وقتی به اسلحه خانه میره جسد میک و که داخل یه تابوته پیدا می کنه. مری یواشکی به یکی از اتاقا میره و می فهمه اونا همه شون و زیر نظر داشتن از جمله سم و دین و مری و کلر و گارث و ایلین. کچ سر می رسه و به مری پیشنهاد میده باهاشون همکاری کنه و وقتی مری قبول نمی کنه با شوکر بی هوشش می کنه ولی قبلش مری به دین زنگ می زنه و پیام میذاره یه چیزی اشتباهه و دین میره سراغ مری.                                         |            |                             |                     |                              |                   |            |                            |
| 262 | 21         | «مری یه چیزیش هست»          | پی جی پس            | برد باکنر و یوجینی راس لمینگ | ۱۱ مه ۲۰۱۷        | T13.19971  | 1.42                       |

سلامم

## تولید
در ۱۱ مارس ۲۰۱۶، سی دابلیو سریال سوپرنچرال را برای فصل دوازدهم تمدید کرد.